# Leet

Uma maneira de escrever "Wikipedia" em script leet.

O leet, também conhecido como eleet ou leetspeak é uma alternativa ao alfabeto inicialmente usado para o idioma inglês, usado principalmente na internet. Ele usa várias combinações de caracteres ASCII para substituir letras do alfabeto latino. Por exemplo, a própria palavra leet admite muitas variações, quando é escrita em leet como l33t, 1337 ou l337 e a palavra eleet pode ser escrita como 31337 ou 3l33t.
Leet veio da pronúncia da palavra elite em inglês. O alfabeto leet é uma forma especializada de escrita usando símbolos. Leet também pode ser considerado uma cifra, embora muitos dialetos ou variedades linguísticas existem em diferentes comunidades online. O termo leet também é usado como um adjetivo para descrever proeza formidável ou realização, especialmente nas áreas de jogos on-line e em sua forma original, usada por hackers de computador.
A expressão surgiu nos anos 80 como uma forma de taquigrafia, devido à baixa velocidade dos modems da época. Com o surgimento de BBS e outros grupos de discussão, o leet se diferenciou do internetês pelo uso de símbolos e números no lugar das letras para contornar os mecanismos de autocensura desses grupos, que proibiam o uso de palavras de baixo calão ou que pudessem estar contidas em mensagens ilegais. Adicionalmente, era mais difícil expulsar de uma discussão um usuário cujo nome estivesse escrito em leet porque era necessário digitar o nome.
Nos anos 90, o leet continuou a evoluir naturalmente pela substituição de palavras por formas populares ou erros comuns de digitação (por exemplo, the é escrito teh, you é escrito joo ou j00). Palavras próprias do leet também foram cunhadas, geralmente baseadas em abreviaturas da língua inglesa, como LOL (de Laughing Out Loud, ou rindo alto).
Nessa época, ele também passou a ser usado em contextos mais amplos, para confundir ou afirmar uma atitude, e se popularizou entre os usuários de jogos online e MMORPGs. Também se tornou comum o uso do leet de forma irônica, como uma crítica a pessoas viciadas nesses jogos. Assim como roupas e gírias, o leet passou a ser uma forma dos jovens se tentarem diferenciar na internet.

## Leet em hacking
É muito popular a utilização de termos leet em contexto de comunicação entre (ethical) hackers. Contudo, também é comum este termo ser utilizado não só para caracterizar uma linguagem, mas também como caracterização de um grupo de hackers "elite".
Para todos os efeitos, a palavra "aka" significa "também conhecido como", sendo o nome que segue a expressão um pseudônimo.

## Leet em outras línguas
Outras línguas também passaram a adotar o leet, entre elas o espanhol, francês e o próprio português. Dessa forma, o leet deve ser entendido não como uma língua nova, mas uma forma de reescrever uma língua, ou ainda como um método de criptografia.
Em línguas que usam outros alfabetos, como o russo e o japonês, também se desenvolveram formas de escrita análogas ao leet. Um motivo adicional, nesse caso, era a ausência dos alfabetos próprios dessas línguas nos primeiros computadores, forçando os usuários a, por exemplo, escrever russo com o alfabeto latino. No Japão, isso ficou conhecido pelo nome de Kusachu.

## Escrevendo em leet
O nível mais básico do leet é a substituição de letras por números, sendo possível escrever mensagens cifradas com pouca dificuldade dessa maneira. Por outro lado, as mensagens nesse nível podem tranquilamente ser "traduzidas". Por exemplo, a frase Seja bem-vindo à Wikipédia, uma enciclopédia livre e gratuita, feita por pessoas como você em mais de 200 idiomas! poderia ser escrita da seguinte forma:
53j4 b3m-vind0 à Wikipédi4, um4 3ncic10pédi4 1ivr3 3 gr47ui74, f3i74 p0r p35504s c0m0 v0cê 3m m4is d3 200 idi0m4s!
Para evitar que tradutores automáticos detectem esse tipo de alteração, muitos escrevem alternando letras maiúsculas e minúsculas de maneira aleatória, ou ainda alteram letras por outras com um som parecido (como f por ph e s por z), dando origem a textos como o seguinte:
53j4 b3M-vInd0 Ah wIKiPeHdI4, uM4 3nCIc10peHDi4 1iVR3 3 Gr47Ui74, pH3i74 p0R p35504z c0M0 v0CeH 3m M4iz d3 200 iDi0m4Z!
Um nível adicional de complexidade ocorre com a substituição de letras por símbolos ou composições de símbolos, que se pareçam com as letras do alfabeto. Um exemplo comum é a substituição de N por |\|, ou J por _|, que são parecidos graficamente. O usuário possui um grande grau de liberdade na escolha dessas substituições, sendo que a mesma letra pode ser escrita de maneiras diferentes no mesmo texto.
53_| 4 8 3|\/| -\/ ! |\| |) 0 4 |-|  \|/ ! |< ! |> 3|-||) ! 4, |_| |\/| 4 3|\| ( ! ( 10|> 3 |-| |) ! 4 1! \/ .- 3 3 6 .- 47|_| ! 74, |> |-| 3! 74 |> 0.-  |> 355042  ( 0|\/| 0 \/ 0( 3 |-|  3|\/|  |\/| 4! 2  |) 3 200 ! |) ! 0|\/| 42 !
Uma última característica comum no leet é o excesso de exclamações. Como, na maioria dos teclados, o ponto de exclamação é digitado pela combinação de teclas Shift + 1, alguns desse pontos são ocasionalmente substituídos pelo numeral 1. Para dar um efeito cômico, é possível que ao invés de utilizar o caractere 1, seja utilizada a palavra one, ou talvez shiftplusone, ou mesmo shiftone (Shift e Um, exclamação), apesar de ser menos comum. A frase de exemplo, então, ficaria assim:
53_| 4 8 3|\/| -\/ ! |\| |) 0 4 |-|  \|/ ! |< ! |> 3|-||) ! 4, |_| |\/| 4 3|\| ( ! ( 10|> 3 |-| |) ! 4 1! \/ .- 3 3 6 .- 47|_| ! 74, |> |-| 3! 74 |> 0.-  |> 355042  ( 0|\/| 0 \/ 0( 3 |-|  3|\/|  |\/| 4! 2  |) 3 200 ! |) ! 0|\/| 42 !!1!11!!!11SHIFTONE!!1!!1SHIFTPLUSONE!!1!!!ONEONEONE!!11!1!!1

## Tabela do alfabeto leet
A tabela abaixo mostra um conjunto de sugestões para a escrita em leet, não sendo algo obrigatório, visto a liberdade oferecida por essa representação linguística.
| A | 4, /\, @, /-\, ^, ä, ª, aye | G | 6, &, (_+, 9, C-, gee (,                                    | M | //., ^^, \|v\|, [V], {V}, \|\/\|, /\/\, (u), []V[], (V), /\|\, IVI | S | 5, $, z, §, ehs                              | Y | Y, j, `/, ¥       |
| B | 8, 6, \|3, ß, P>, \|:       | H | #, /-/, [-], {=}, <~>, \|-\|, ]~[, }{, ]-[, ?, 8, }-{       | N | //, ^/, \|\\|, /\/, [\], , <\>, {\}, []\[], n, /V, ₪               | T | 7, +, -\|-, 1, '][', "\|"                    | Z | 2, z, ~\_, ~/_, % |
| C | [, ¢, <, (                  | I | 1, !, \|, &, eye, 3y3, ï, ][, []                            | O | 0, (), ?p, , *, ö                                                  | U | (_), \|_\|, v, ü                             |   |                   |
| D | \|)), o\|, [), I>, \|>, ?   | J | j, ;, _/, </, (/                                            | P | \|^, \|*, \|o, \|^(o), \|>, \|", 9, []D, \|̊, \|7                   | V | \/                                           |   |                   |
| E | 3, &, £, ë, [-, €, ê, \|=-  | K | X, \|<, \|{, ]{, }<, \|(                                    | Q | q, 9, (_,) o,                                                      | W | \/\/, vv, '//, \^/, (n), \V/, \//, \X/, \\|/ |   |                   |
| F | \|=, ph, \|#                | L | 1, 7 (note que 1 e 7 pode ser L ou T), 1_, \|, \|_, #, ¬, £ | R | \|2, P\, \|?, \|^, lz, [z, 12, Я                                   | X | ><, Ж, ecks ou )(                            |   |                   |